# Lü Liou-liang
Lü Liou-liang (čínsky pchin-jinem Lǚ Liúliáng, znaky zjednodušené 吕留良, tradiční 呂留良; 1629–1683) byl čínský spisovatel, filozof a lékař raného čchingského období.

## Jména
Lü Liou-liang používal zdvořilostní jména Jung-chuej (čínsky pchin-jinem Yònghuì, znaky 用晦) a Čuang-šeng (čínsky pchin-jinem Zhuāngshēng, znaky zjednodušené 庄生, tradiční 莊生), a řadu uměleckých pseudonymů, například Ťien-paj-c’ (čínsky pchin-jinem Wǎncūn, znaky 晚村), nebo Čch’-čaj lao-žen (čínsky pchin-jinem Chǐzhāi lǎorén, znaky zjednodušené 耻斋老人, tradiční 恥亝老人).

## Život a dílo
Lü Liou-liang se narodil v Tchung-siangu ve východočínské provincii Če-ťiang. Jeho předkové sloužili v úředním aparátu říše Ming, babička pocházela z mingského císařského rodu. Otec Lü Jüan-süe (呂元學) složil provinční úřednické zkoušky a získal titul ťü-žen, v letech 1620–1624 byl okresním přednostou ve Fan-čchangu v provincii An-chuej; zemřel roku 1628, čtyři měsíce před Lü Liou-liangovým narozením.
Ve čtyřicátých letech 17. století se říře Ming zhroutila a Čínu dobyli mandžuská říše Čching, zněma režimu postihla i rod Lü, roku 1647 čchingské úřady popravily Lü Liou-liangova synovce za podporu Mingů. Lü Liou-liang studoval konfucianismus a účastnil se místních úřednických zkoušek, roku 1666 se však vzdal účasti na nich, aby nemusel podporovat cizí – mandžuský – režim. Náhradou se, do roku 1674, věnoval lékařské praxi. Své lékařské zkušenosti shrnul v knize Lü-š’ i-kuan (呂氏醫貫), sestávající ze šesti ťüanů („svazků“).
Současně pokračoval ve studiích konfuciánských klasiků. Byl stoupencem neokonfuciánské filozofie Ču Siho a odpůrcem „školy srdce“ Wang Jang-minga. Během let získal proslulost jako autor a editor osmidílných esejů, literární formy, jejíž dokonalé ovládnutí bylo podmínkou úspěchu u úřednických zkoušek.
Ve svých esejích zdůrazňoval ty části děl klasiků, v nichž se nepříznivě vyjadřovali o cizích národech. V diskuzích o tom, jak se zachovat po pádu dynastie Ming, tvrdil, že rozdíl mezi civilizovanými Číňany (Chua) a barbary (I) je důležitější než poslušnost poddaných vůči vládci, a proto by se nemělo vstupovat do služby k Čchingům. Z tohoto důvodu odmítl účast, když byl roku 1678 na základě své pověsti pozván ke speciálním zkouškám mimo běžný cyklus (zkoušky po-süe chung-cch’). Kvůli nadvládě cizinců odmítl i oslavu svých padesátin. Aby se vyhnul dalším nabídkám na úřední funkce, roku 1680 se stal buddhistickým mnichem a v kopcích nedaleko domu si postavil domek nazvaný „Poustevna větru a deště“ (風雨庵, Feng-jü an). Zemřel roku 1683.
Měl sedm synů, neslavnější byl nejstarší z nich – Lü Pao-čung.
V letech 1728–1733, v souvislosti s protičchingskými aktivitami Lü Liou-liangových žáků, se pozornost úřadů obrátila na jeho proticizinecké názory; postižena byla celá rodina – ostatky Lü Liou-lianga a Lü Pao-čunga byly exhumovány, aby mohli být posmrtně potrestáni, další jeho syn byl popraven a vnuci vypovězeni do severního Mandžuska. O padesát let později byly zakázány jeho spisy, včetně nepolitické poezie a předmluv k dílům jiných autorů.